# Soudade Kaadan
Soudade Kaadan, arab. سؤدد كعدان (ur. 1979 we Francji) – syryjska reżyserka i scenarzystka filmowa. Autorka wielokrotnie nagradzanych filmów dokumentalnych i fabularnych, opisujących trudną sytuację w ogarniętej wojną domową Syrii.
Urodziła się we Francji, a wychowała w Damaszku. Jej pełnometrażowy debiut fabularny, Dzień, w którym zgubiłam swój cień (2018), przyniósł jej Nagrodę im. Luigiego De Laurentiisa na 75. MFF w Wenecji. Kolejna fabuła Kaadan, Exodus (2022), miała swoją premierę na 79. MFF w Wenecji, gdzie również spotkała się z ciepłym przyjęciem.
Kaadan zasiadała w jury sekcji „Horyzonty” na 81. MFF w Wenecji (2024).